# Rudolf Löhner

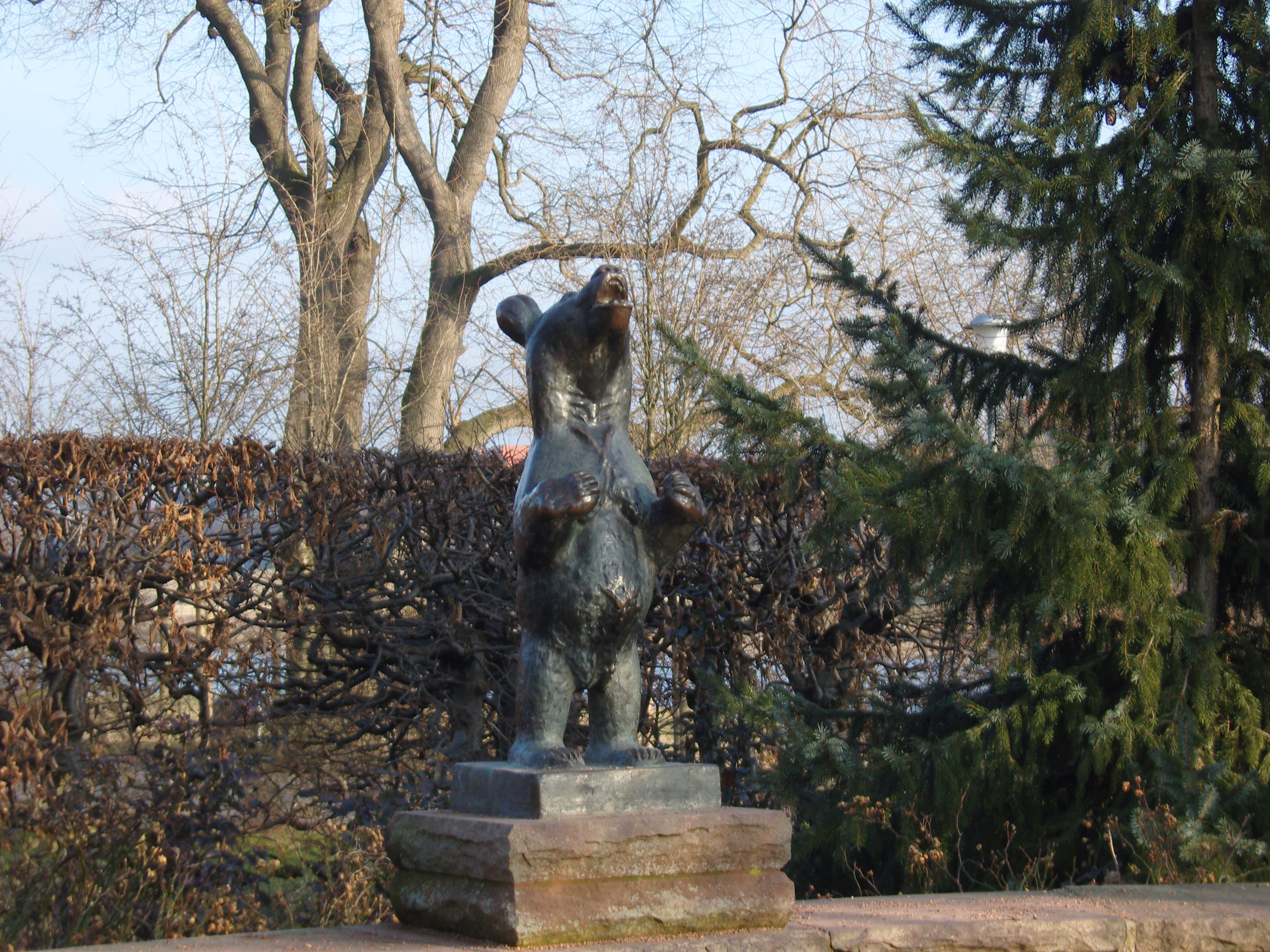
Bärenplastik 1930er-Jahre, Rosengarten Dresden

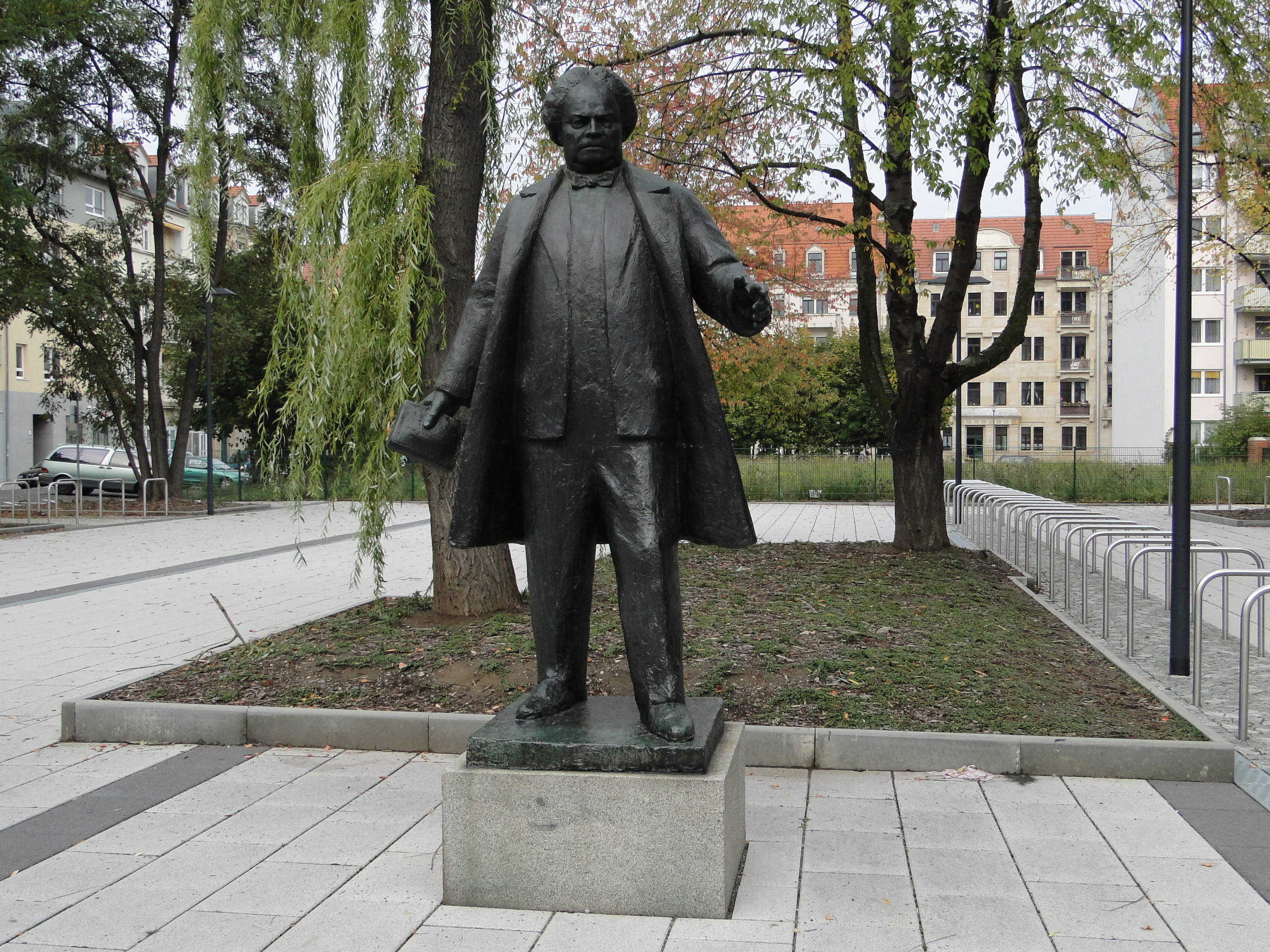
Martin-Andersen-Nexø-Denkmal, Dresden, bis 1969

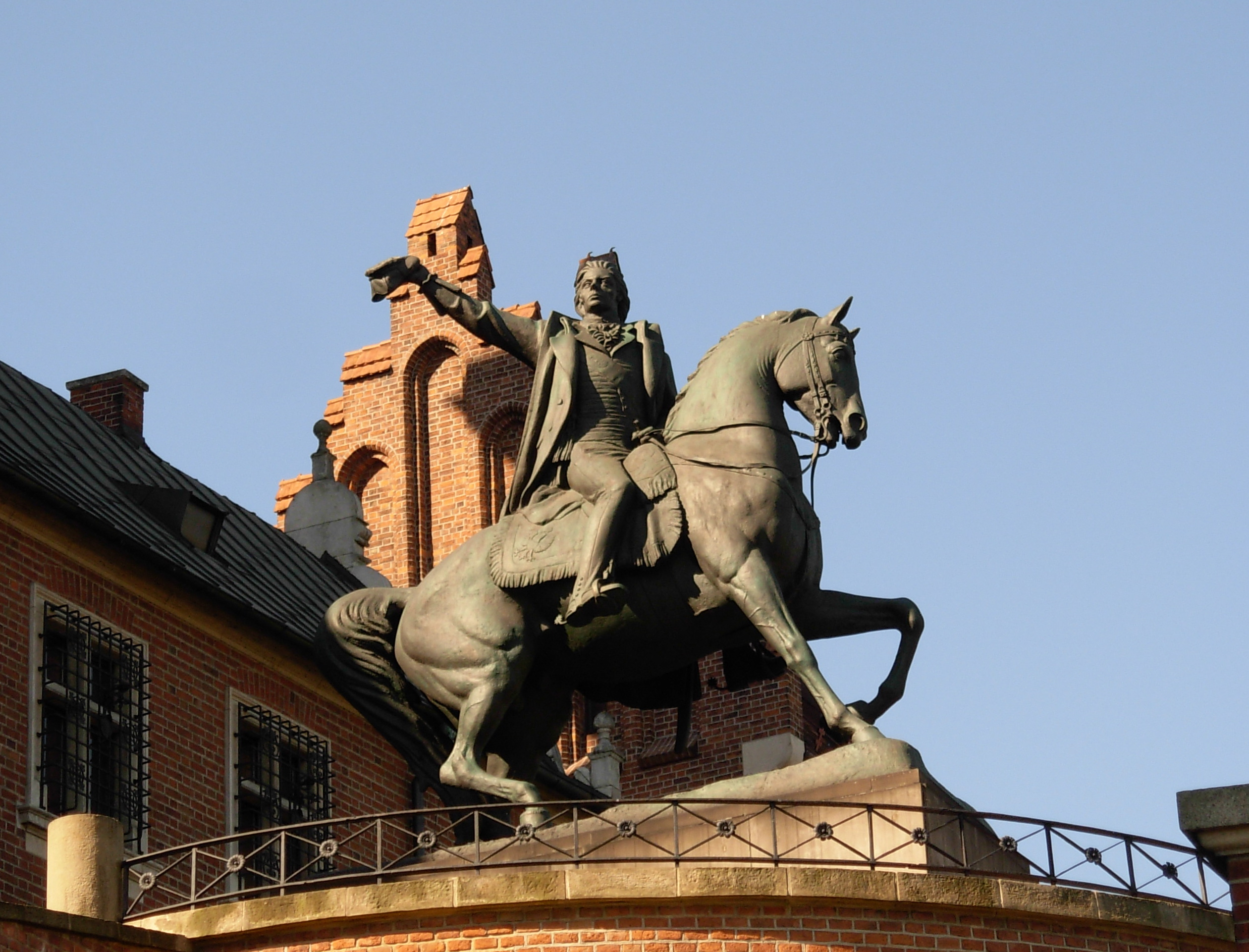
Reiterstandbild Tadeusz Kościuszkos in Krakau, Rekonstruktion von Rudolf Löhner bis 1960

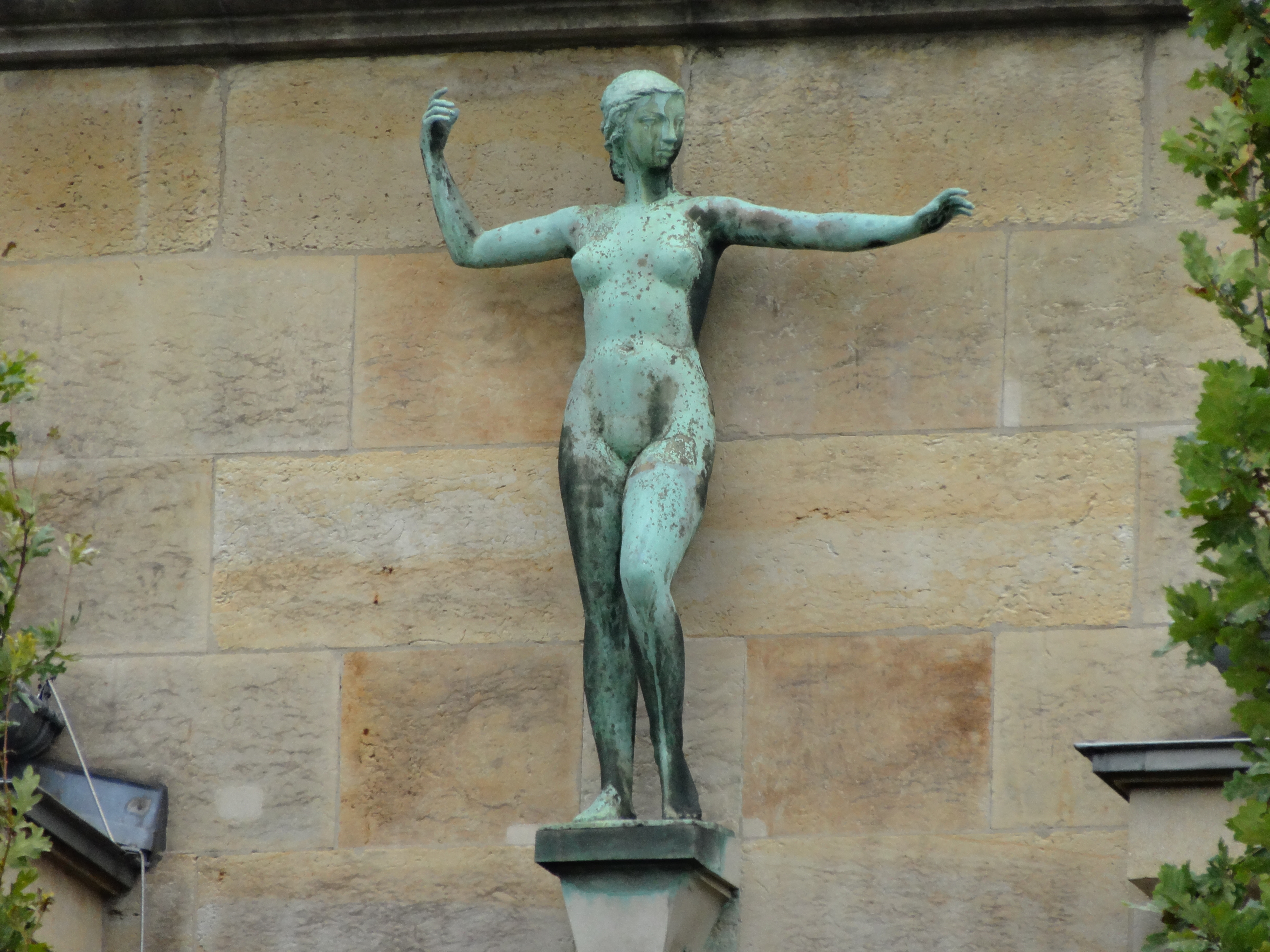
Tänzerin, Bronze, über dem Haupteingang der Palucca Hochschule für Tanz Dresden

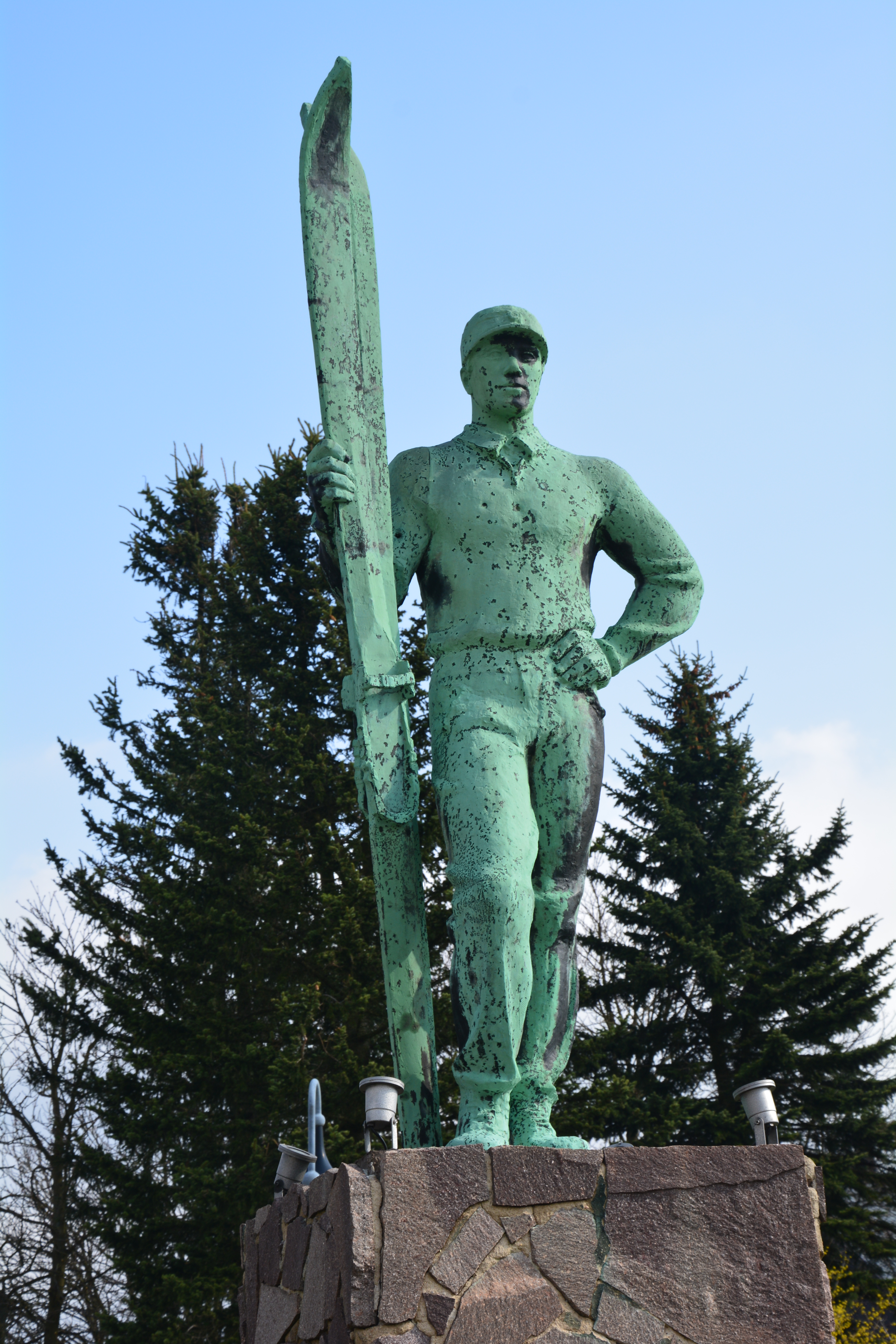
Altenberg.Skiläufer

Alois Oskar Rudolf Löhner (* 22. Juli 1890 in Zuckmantel, Österreichisch Schlesien; † 15. Februar 1971 in Dresden) war ein deutscher Bildhauer.

## Leben
Von 1908 bis 1911 studierte Löhner an der Akademie der Bildenden Künste Dresden bei Richard Müller und Selmar Werner. Er war Meisterschüler bei Georg Wrba und lernte in Berlin bei August Gaul. Nach Ende seines Studiums arbeitete er zunächst als Tierplastiker und stellte verschiedene Tierfiguren für die Porzellanmanufaktur Meißen her. Später schuf er Tierstatuen unter anderem für den Dresdner Rosengarten. Später erhielt er den großen Sächsischen Staatspreis (Rom-Preis) und war Mitglied der Künstlervereinigung Dresden. 
Löhner trat zum 1. September 1932 der NSDAP bei (Mitgliedsnummer 1.319.323). In der Zeit des Nationalsozialismus war er Mitglied der Reichskammer der bildenden Künste. Er war in dieser Zeit an mindestens zehn Ausstellungen beteiligt, darunter 1944 an der Großen Deutschen Kunstausstellung in München mit drei Tierplastiken. Löhner stand 1944 in der Gottbegnadeten-Liste des Reichsministeriums für Volksaufklärung und Propaganda.
In den 1950er Jahren schuf Löhner, der in Dresden lebte, unter anderem figürliche Statuen und Sandsteinreliefs für das Centrum Warenhaus am Altmarkt. Zudem entstanden zahlreiche staatskonforme Werke, darunter die Statue Junger Traktorist (1953, Eisen, 180 cm), die auf der Dritten Deutschen Kunstausstellung in Dresden gezeigt wurde, und als sein letztes Werk ein Standbild des „Arbeiterdichters“ Martin Andersen Nexø im Stil zeitgenössischer Lenin-Skulpturen. Löhner war auch Mitglied der Dresdner Künstlergruppe Das Ufer – Gruppe 1947.

## Werke (Auswahl)
- 1911: Leopard, Porzellanskulptur, Porzellanmanufaktur Meißen
- 1914: junge Löwin, Porzellanskulptur, Porzellanmanufaktur Meißen
- um 1924: Nilpferdfamilie, Bronze, Museum der bildenden Künste Leipzig
- 1928: Panther, Bronze-Statuette, Staatliche Kunstsammlungen Dresden
- um 1929: Elephant mit Jungem
- 1931: Skiläuferdenkmal, Bronze, Bahnhofsvorplatz, Altenberg
- um 1933: Zwei Shetland-Ponys, Bronze auf angearbeiteter Plinthe
- um 1936: zwei Bären, Rosengarten, Dresden
- vor 1941: Flusspferd mit Mädchen, Bronze auf Muschelkalksockel
- vor 1943: Gehörnte Ziege, Bronze auf Muschelkalksockel
- Eselgruppe (Zweifigurengruppe, Bronze; 1947 ausgestellt auf der Ersten Ausstellung Dresdner Künstler)[7]
- 1949: Beteiligung am Sowjetischen Ehrenmal, Berlin-Treptow
- vor 1951: Gießer, Porträtbüste, Gips; mit Walter Reinhold[8]
- 1952: Reliefs Lehrende und Lernende und Aufbruch in eine neue Zeit, ehem. Institut für Lehrerbildung, Dresden
- 1953–1955: Tänzerin, Bronze, über dem Haupteingang der Palucca Hochschule für Tanz Dresden
- um 1953: Trabende Elchkuh, Bronze
- 1956–1960: Rekonstruktion des im Krieg eingeschmolzenen Krakówer Reiterstandbilds Tadeusz Kościuszkos nach Fotografien
- 1958: Georgius-Agricola-Denkmal, Glauchau
- 1967–1968: Martin-Andersen-Nexø-Denkmal, vor dem Martin-Andersen-Nexö-Gymnasium, Dresden

## Teilnahme an Ausstellungen in der DDR
- 1951: Dresden, Staatliche Kunstsammlungen („Das Ufer. Gruppe 1947 Dresdner Künstler“)
- 1951/1952: Berlin, Museumsbau am Kupfergraben („Künstler schaffen für den Frieden“)
- 1953: Dresden, Dritte Deutsche Kunstausstellung
- 1984: Dresden, Pretiosensaal des Dresdner Schlosses („Das Ufer. Gruppe 1947 Dresdner Künstler. Malerei, Grafik, Plastik 1947 – 1952“)